# محاكاة (تقليد)

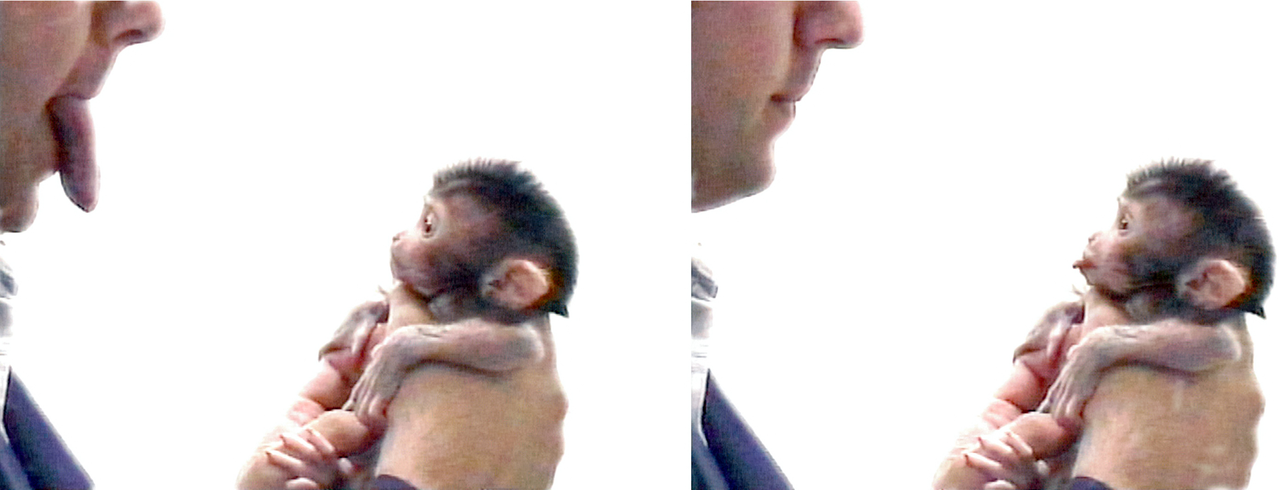
قرد ريسوسي حديث الولادة يحاكي إخراج اللسان

المحاكاة أو التقليد (بالإنجليزية: Imitaion)‏ هو سلوك متقدم حيث يراقب الفرد ويكرر سلوك الأخر. التقليد هو أيضاً شكل من أشكال التعلم الأجتماعي الذي يؤدي إلى تطور التقاليد وفي النهاية حضارتنا. كما يسمح بنقل المعلومات (السلوكيات والعادات وغيرها) بين الأفراد وانتقالها إلى الأجيال دون الحاجة إلى النقل الوراثي. الكلمة محاكاة يمكنها أن تستعمل في سياقات عديدة تتفاوت بين تدريب الحيوانات إلى السياسات العالمية.

## علم الإنسان والعلوم الإجتماعية
في علم الإنسان، بعض النظريات تعتبر أن كل الكائنات تحاكي أفكار من أحد أو بعض الكائنات الأصلية مثل آدم أو حضارات عديدة تؤثر في التداخل جغرافياً. نظرية الأنتشار التطوري ترى أن الحضارات تؤثر على بعضها، لكن أفكاراً متشابهه يمكنها أن تظهر بمعزل عن بعضها. بعض العلماء وكذلك بعض المؤلفين المشهورين تجادلوا في أن دور المحاكاة عند البشر لا نظير له عند الحيوانات.
عالم النفس كينيث كاي kenneth kaye أظهر أن قدرة الرُضع على مجاراة الأصوات أو الإيماءات لشخص بالغ تعتمد على العملية التفاعلية من أخذ الدور على عدد متتابع من المرات، حيث يلعب السلوك الغريزي للشخص البالغ دورا بأهمية دور السلوك الغريزي للرضيع. هؤلاء الكتاب أفترضوا أن التطور قد أنتقى قدرات تقليد كما توافق معه لأن هؤلاء الذين كانوا بارعين في التقليد امتلكوا مجموعة واسعة من السلوكيات المكتسبة بالتعلم تحت تصرفهم، من ضمنها صنع الأدوات واللغة.
في منتصف القرن العشرين، باحثون اجتماعيون بدأوا بدراسة كيف ولماذا يقلد الناس الأفكار. ايفرت روجرز كان أول من بدأ دراسات أنتشار الأفكار الجديدة، محددا العوامل في تبني الأفكار وشاكلة متبنييها.

## علم الأعصاب
نحن لدينا قدرة على محاكاة الحركات، والأفعال، والمهارات، السلوكيات، الإيماءات، التمثيل الصامت، الألفاظ، الأصوات، الكلام....الخ. معرفة أن لدينا (أنظامة محاكاة) جزئية في الدماغ هي معرفة قديمة تعود إلى Hugo Karl Liepmann. نموذج Liepmann 1908 «النموذج الهرمي لتخطيط العمل Das hierarchische Modell der Handlungsplanung» مايزال صالح للاستخدام، عند دراسة التوضع الدماغي للوظائف، افترض Liepmann أن الأفعال المُخططة والمهيمنة تُحَضَّر في الفص الجداري من نصف الدماغ المسيطر، وأمامياً أيضاً. عمله الرائد الأكثر أهمية هو عندما درس على نطاق واسع، المرضى المصابين بآفات في هذه المناطق في الدماغ، اكتشف أن المرضى الذين فقدوا (من بين أمور أخرى) القدرة على التقليد. وكان الشخص الذي صاغ مصطلح «تعذر الأداء apraxia» وفرق بين تعذر الأداء الفكري ideational والفكري الحركي apraxia . في هذا الإطار الأساسي والأوسع من المعرفة العصبية الكلاسيكية اكتشاف الخلايا العصبية المرآتية يجب أن ينظر إليه. على الرغم من أن اكتشاف الخلايا العصبية المرآة لأول مرة كان في قرود المكاك، يتعلق اكتشافهم أيضا بالبشر.كشفت دراسات الدماغ البشري التي تستخدم التصوير بالرنين المغناطيسي الوظيفي شبكة من المناطق في القشرة الجبهية السفلية والقشرة الجدارية السفلية، التي عادة ما يتم تفعيلها خلال مهام التقليد. وقد تم اقتراح أن هذه المناطق تحتوي على خلايا عصبية مرآتية بشكل مماثل للخلايا العصبية المرآتية المسجلة في قرد المكاك. ومع ذلك، فإنه ليس من الواضح ما إذا كانت قرود المكاك تلقائيا تقلد بعضها البعض في البرية.
عالم الأعصاب V.S. راماشاندران يقول إن تطور الخلايا العصبية المرآتية كان هاماً في اكتساب الإنسان المهارات المعقدة مثل اللغة، ويعتقد أن اكتشاف الخلايا العصبية المرآتية سيكون أهم تقدم في علم الأعصاب. ومع ذلك، أدلة قليلة تدعم بشكل مباشر النظرية القائلة بأن نشاط الخلايا العصبية المرآتية، يتعلق بالوظائف الأدراكية مثل التعاطف أو التعلم عن طريق التقليد. جُمِعت أدلة على أن دلافين بطليموس تستخدم المحاكاة لتتعلم الصيد وغيرها من المهارات من الدلافين الأخرى.
وقد شوهدت القرود اليابانية تبدء بغسل البطاطا تلقائيا بعد رؤية بشر يقومون بغسلها.

## سلوك الحيوانات
الباحثون تجادلوا فيما إذا كانت الحيوانات يمكنها حقاً تقليد السلوكيات الجديدة أم أن التقليد خاصية إنسانية (إستثنائية). الجدل الحالي هو جزئياً تعريفي. ثورندايك يعرف المحاكاة على أنها «تعلم عمل فعل من رؤيته يُعمل» وهذا التعريف يمتلك عيبين: الأول، باستعمال كلمة «رؤيته» هو يحصر المحاكاة على الجانب البصري ويستثني مثلاً المحاكاة الصوتية وثانياً، سيتضمن التعريف أيضاً آليات مثل التمهيد والسلوكيات المعدية والتسهيل الاجتماعي، والتي يميزها معظم الباحثين على أنها أشكال منفصلة من التعلم بالمراقبة. ثورب أقترح تعريف المحاكاة على أنها «تقليد فعل جديد أو قابل للإستيراد أو نطق، أو أي فعل ليس هناك بشكل قاطع أي نزعة غريزية لفعله» هذا التعريف مفضل من قبل العديد من الباحثين، رغم أن العديد من الأسئلة قد طرحت عن مدى صرامة تفسير المصطلح «جديد» وكيف تحديداً يجب على الفعل المنفذ أن يطابق الفعل الأصلي ليُعد تقليداً.
في 1952 هايز وهايز استخدموا إجراء «إعمل-كما-أعمل» لتوضيح قدرات المحاكاة لدى قرودهم (الشيمبانزي) المدربة "viki". دراستهم كانت تُنتقد بإستمرار لتفسيراتها الغير موضوعية لردات فعل التابع (القرد المُقلِد). الإستنساخ في هذه الدراسة وجد درجات توافق أقل بين التابعين والنماذج (القرود المُقلَدة). ومع ذلك بحث المحاكاة المركز على دقة التقليد أخذ قوة دافعة جديدة من دراسة لفولكل وهوبر. حيث قاما بتحليل مسارات الحركة لكلا النماذج والقرود المراقبة ووجدا درجة توافق عالية في أنماط حركة القرود.
مشابهه لهذه الدراسات، علماء النفس المقارنين وفروا أدوات أو أجهزة يمكنها أن تستعمل بطرق مختلفة. هايز  وزملاؤه قدموا دليلاً على المحاكاة في الجرذان التي دفعت رافعة في الإتجاه نفسه كما فعلت النماذج، رغم أنهم بعد ذلك تراجعوا عن إدعاءاتهم بسبب المشاكل المنهجية (طرق البحث العلمي) في طريقة التنظيم الأصلية. بمحاولة تصميم نموذج اختباري أقل اعتباطية من دفع رافعة إلى اليمين أو اليسار، كوستانس وزملاؤه قدموا نموذج «الفاكهة الاصطناعية» حيث شيء صغير يمكنه أن يُفتح بطرق مختلفة للحصول على الطعام الموضوع بالداخل-لا يختلف عن فاكهة ذو قشرة صلبة. باستخدام هذا النموذج، الباحثون قدموا دليلاً للمحاكاة في القردة وقرود ال"ape" عديمة الذيل  تبقى هناك مشكلة مع الدراسات التي تستخدم أداة (أو جهاز) من هذا النوع: الذي قد تتعلمه الحيوانات في دراسات من هذا النوع لا يكون بالضرورة الأنماط السلوكية الفعلية (أي الأفعال) التي كانت تلاحظ. عوضاً عن ذلك قد تتعلم الحيوانات عن بعض التأثيرات في البيئة (أي كيف تتحرك الأداة، أو كيف يعمل الجهاز). هذا النوع من التعلم بالمراقبة، والذي يركز على النتائج وليس الأفعال، قد تمت تسميته بالمضاهاة (emulation «التعلم بالمراقبة»).
مقالة كُتبت بواسطة كارل زيمر، هو تفحص دراسة عملها ديريك ليونز، وكان مركزاً على تطور الأنسان، لذلك بدأ بدراسة شمبانزي. هو أولاً بدأ بجعل الشمبانزي يشاهد كيفية الحصول على الطعام من صندوق، لذلك جعلوا الباحث يخوض في توضيح كيفية الحصول على الطعام من الصندوق. سرعان ما أدركت الشمبانزي الفكرة وعملت تماماً ما عمله الباحث. هم أرادوا رؤية ما إذا كان عقل الشمبانزي يعمل كما يعمل عقل الإنسان، لذلك فقد ربطوا دراسة مماثلة تماما ب16 طفل وأتبعوا نفس الخطوات السابقة وحالما رأى الأطفال كيف عُملت، قاموا بإتباع الخطوات نفسها.

### النظريات
هناك نوعان من نظريات التقليد (المحاكاة)، تحويلية وترابطية.
وتشير النظريات التحويلية إلى أن المعلومات المطلوبة لاظهار سلوك معين يتم إنشاءها داخليا من خلال العمليات المعرفية أو الادراكية ومراقبة هذه السلوكيات يوفر حافزا لتكرارها. معنى ذلك انه لدينا بالفعل رموز (شفرات) لتكرار أي سلوك ومراقبته يسبب تكراره. «النظرية الإدراكية الاجتماعية» لباندورا هي أحد الامثلة على النظرية التحويلية.
النظريات الترابطية، أو يشار إليها أحيانا باسم «نظريات التجاور»، تشير إلى أن المعلومات المطلوبة لإظهار بعض السلوكيات لا تأتي من داخل أنفسنا ولكن فقط من محيطنا أوالخبرات المكتسبة. لسوء الحظ هذه النظريات لم تقدم بعد توقعات قابلة للاختبار في مجال التعلم الاجتماعي في الحيوانات وتحتاج بعد لنتائج قوية لاقرارها.

### التطورات الجديدة
كانت هناك ثلاثة تطورات رئيسية في مجال المحاكاة عند الحيوانات. الأول، علماء البيئة السلوكية وعلماء علم النفس التجريبي وجدوا تكيف أنماط السلوكيات في أنواع الفقاريات المختلفة في الأوضاع الهامة حيوياً.
والثاني، قد وجد علماء الحيوانات الرئيسة (كالإنسان والقرد) وعلماء النفس المقارن أدلة حتمية اشارت إلى تعلم حقيقي عن طريق المحاكاة في الحيوانات.
و الثالث، علماء الأحياء السكانية وعلماء البيئة السلوكية اوجدوا تجارب والتي تتطلب من الحيوانات الاعتماد على التعلم الاجتماعي في بيئات محددة متلاعب بها.

## تطور الطفل
لاحظ أخصائي التطور النفسي «جين بايغت» أن الأطفال في مرحلة التطور المسماة المرحلة الحسية الحركية وهي (فترة قد تمتد حتى أول سنتين من عمر الطفل) يبدؤون بتقليد الأفعال التي يشاهدونها. وهذه المرحلة مهمة جدا في تطور الطفل لأن الطفل يبدأ عندها بالتفكير الرمزي ويربط السلوكيات بالأفعال. وهذا ما يعد الطفل لتطوير تفكيره بشكل أكثر رمزية. كما ان التعلم بالتقليد يلعب دورا حاسما في تطوير سلوكيات التواصل الادراكي والاجتماعي مثل اللغة واللعب والانتباه المشترك.
هذا وتخدم المحاكاة أو التقليد كوظيفة اجتماعية وتعليمية لأن المهارات الجديدة والمعرفية يتم اكتسابها عن طريقها بالإضافة لتحسين مهارات التواصل من خلال التفاعل في التبادلات العاطفية والاجتماعية. وقد لوحظ أن الأطفال المصابين بالتوحد يظهرون عجز واضح في التقليد وهذا ما يترافق مع قصور في مهارات التواصل الاجتماعي الأخرى. ويستخدم تمرين المحاكاة التبادلية لمساعدة الأطفال المصابين بالتوحد RIT. وهو عبارة عن إجراء لمحاكاة طبيعية تساعدهم في تعلم الفوائد الاجتماعية للتقليد خلال اللعب وذلك بزيادة استجابة الطفل وزيادة استخدام لغة المحاكاة.
إن التعليم ب التعزيز يستخدم بشقيه الإيجابي أو السلبي والعقاب (النفسي) من قبل الناس الذين يقلدهم الأطفال إما لتشجيع سلوك أو إيقافه، فإذا قام الطفل بتقليد نمط معين من سلوك أو فعل وكانت العاقبة مجزية فمن المحتمل أن يعود الطفل لتكرار أداء ذات السلوك أو الفعل وبهذا يكون قد تعزز السلوك أو بمعنى آخر ترسخ. أما إذا لم يتم قبوله أو الموافقة على هذا التقليد من قبل الأخرين فأنه يذوي ويضعف.
من المعلوم أن الأطفال محاطين بالعديد من الأنماط المختلفة من الناس الذين يؤثرون في أفعالهم وسلوكياتهم بما في ذلك الآباء وأفراد العائلة والأساتذة والاقران وحتى الشخصيات التي تظهر في برامج التلفاز .و هذه الأنماط المختلفة للأفراد التي يتم مراقبتها تدعى نماذج، ووفقا ل «سول ماكلويد» فإن هذه النماذج توفر أمثلة للسلوك الرجولي والانثوي فيتم مراقبتها ومن ثم تقليدها. هذا ويقوم الأطفال بتقليد السلوك الذي شاهدوه عند الآخرين بغض النظر عن جنس الشخص، وسواء أكان هذا السلوك مناسب لجنسه أم لا، إلا أنه قد ثبت أن الطفل يعيد السلوك الذي يقبله مجتمعه على أنه مناسب لجنسه

### الرُّضّع
لدى الرضّع المقدرة على توضيح فهمهم لنتائج مُحددة قبل حدوثها، وبذلك يمكنهم عن طريق تلك الحاسّة محاكاة ما قد أدركوه. أجرى آندرو ملتزوف سلسلة من المهام التي شملت رضّعاً بعمر 18 شهراً تهدف لمحاكاة أفعال لاحظوها على الكبار. واستنتج من حصيلة تجاربه أن الرضّع قبل أن يعطوا التصرفات التي يأمل محاكاتها، أظهروا فهماً بطريقة ما لهدف مأمول حتى ولو فشلوا في استنساخ النتيجة التي يرغبون بمحاكاتها. وأشارت تلك المهام أن الأطفال كانوا يعرفون الهدف المنشود. بين جيرجلي وبيكيرنغ وكيرالي عام 2002 أن الرضع لم يكونوا يفهمون الهدف المنشود فحسب، بل أيضاً قصد الشخص الذي كانوا يحاولون محاكاته في تلك «المحاكاة العقلانية».
الرضع قادرون على محاكاة التعابير الوجهية في الأيام الأولى من حياتهم بحسب النتائج المستخلصة من تجارب أجريت في مركز ميلمان لنمو الأطفال في كلية طب جامعة ميامي. حيث فُحِص 74 وليد (متوسط أعمارهم 36 ساعة) لمعرفة فيما إذا كان بإمكانهم مُحاكاة ابتسامة وتقطيبة واستياء وفغر الفم والعينين. كان المراقب يقف خلف المُختَبِر (وبالتالي لم يكن بإمكانه رؤية التعبير الذي أداه المختبر) وكان يشاهد فقط التعابير الوجهية للرضيع ويسجل النتائج فقط بالنظر إلى وجه الطفل، وكان بإمكان المراقب غالباً تخمين التعبير المعطى للرضيع من قبل المختبر بشكل صحيح. تبين بعد تقدير النتائج: «استنتج الباحثون أن لدى الرضع مقدرة خلقية على مُقارنة التعبير الذي يشاهدونه مع إحساسهم بالتلقيم الراجع العضلي لصنع حركات تتوافق مع التعبير».
يبدأ الأطفال بعمر الثمانية أشهر تقريباً باستنساخ حركات مُقدم الرعاية للطفل عند المداغاة والتربيت، بالإضافة لتقليد التعبيرات المألوفة، مثل التصفيق بالكفين أو التربيت على لعبة. ويبدأ الطفل بعمر 18 شهراً بتقليد التصرفات البسيطة التي يفعلها الكبار، مثل التحدق على لعبة تلفون أو وقول ألو، وتمثيل التكنيس بالمكنسة، وتقليد استخدام لعبة المطرقة.[بحاجة لمصدر]

### الأطفال الصغار (toddlers)

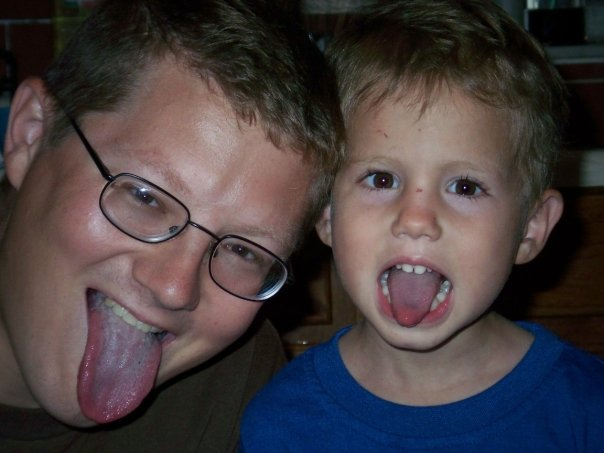
طفل صغير يقلد والده

يبدأ الأطفال في عمر 30-36 شهراً بتقليد والديهم حيث يتظاهرون بالتهيؤ للعمل وللمدرسة، كما يبدؤون بالتقليد الآني للكلمة (أو الكلمات) الأخيرة التي يقولها البالغ. كمثال على ذلك قد يقوم الطفل بنطق كلمة "وعاء" بعد أن يسمع شخصاً ما يقول جملة "هذا وعاء". كما قد يقومون بمحاكاة طريقة تواصل أفراد الأسرة عن طريق تقليد الكلمات التي يستخدمونها وإيماءاتهم. وكمثال: سيقول الطفل "إلى اللقاء ماما" بعد أن يسمع والده يقول "ذهبت ماما، إلى اللقاء"." يقول أندرو ميلتزوف " تظهر الدراسات الحالية أن تقليد حركات الجسم يبدأ في عمر مبكر جداً وهو عمر الولادة".
يحب الأطفال الصغار تقليد والديهم وتقديم المساعدة إذا ما استطاعوا. يساعد التقليد الأطفال الصغار على التعلم وخلال التجارب تتكون الانطباعات الأخيرة لديهم. يتعلم الأطفال بين 12-36 شهراً عن طريق الممارسة لا عن طريق المشاهدة والمراقبة وبالتالي
فإنه من الجيد للمربي ونموذج القدوة الحسنة أن يقوم بالمهمات السهلة أمام الأطفال كلبس الجوارب وإمساك الملعقة.
قامت العالمة النفسية في جامعة دوك كارول إيكرمان بدراسة على أطفال صغار يقلدون أطفالأ صغاراً. وجدت من خلال هذه الدراسة أن الأطفال ذوي العامين قد أشركوا نفسهم في لعبة التقليد ليتواصلوا مع بعضهم البعض. يمكن ملاحظة ذلك بين الأطفال ذوي الثقافة الواحدة أو ذوي الثقافات المختلفة. وجدت إيكرمان 3 أنماط تقليد شائعة كانت إما تقليداً متبادلاً، أو تقليد (اتباع) القائد، أو قيادة المجموعة.
رفضت نظرية «التَمَهُّن» لـ كاي في المحاكاة (التقليد) الافتراضات التي وضعها الكُتّاب الآخرون حول تطور هذا التقليد. حيث أظهر بحثه أنه لا يوجد مهارة تقليد بسيطة لها مسار تطور مستقل، وأن ما يتغير هو نوع السلوك المقلد.
جزء مهم من مراحل الطفولة -الذي يجب المرور به- هو التقليد التقدمي لمستويات أعلى من استخدام الإشارات، حتى الوصول إلى أعلى درجات الرمزية.إن الدور الرئيسي الذي يلعبه الوالدان في هذه العملية يتلخص بتوفيرهم لنماذج بارزة ضمن الحدود المساعدة التي تُسيّرُ انتباه الطفل وتنظم جهوده في التقليد.

### اختلافات العمر والجنس
على الرغم من أن التقليد مفيد جداً عندما يتعلق الأمر بالتعلم الإدراكي للأطفال، فقد أظهرت الأبحاث وجود بعض الاختلافات المتعلقة بالعمر والجنس فيما يخص موضوع التقليد. الأبحاث التي أجريت لاختبار التقليد على أطفال تتراوح أعمارهم بين 2-3 سنوات أظهرت أنه وضمن شروط معينة فإن الأطفال ذوي العامين أظهروا تقليداً لأفعال حركية أكثر من الأطفال ذوي ثلاثة الأعوام، في حين أظهر الأطفال ذوو ثلاثة الأعوام تقليداً لفظياً واقعياً أكثر من الأطفال ذوي العامين. كما أظهر الذكور تقليداً حركياً أكثر من الإناث.
لا توجد دراسة أكثر إثارة للجدل -فيما يتعلق بتأثير الجنس في التقليد عند الأطفال- من دراسة العالم النفسي الشهير باندورا Bandura في تجربة دمية «بوبو» حيث كان الهدف من التجربة معرفة ما الذي يحصل للأطفال عند التعرض للبالغين العدوانيين وغير العدوانيين، هل سيقوم الأطفال بتقليد البالغين ذوي السلوك العدواني، وفي حال الإيجاب فأي الجنسين سيكون عرضة للتأثر وتقليد البالغين العدوانيين. كان لدى باندورا في بداية التجربة عدة توقعات صادقة، فالأطفال الذين تعرضوا للبالغين العنيفين سوف يقلدون الأفعال التي يقوم بها هؤلاء البالغون في غيابهم. في حين أن الذكور الذين شاهدوا التصرفات العنيفة من الجنس المغاير لهم كانو أقل ميلاً لتقليد هذه التصرفات العنيفة من أمثالهم الذين شاهدوا رجالاً يتصرفون بعنف.
في الحقيقة إن الذكور الذين شاهدوا التصرفات العنيفة من الرجال كانو أكثر تأثراً بهذه التصرفات من الذكور الذين شاهدوا التصرفات العنيفة مفتعلة من قبل امرأة. وكان من اللافت للانتباه أن الأطفال الذكور يميلون إلى تقليد التصرفات العنيفة الجسدية بينما تميل الإناث لتقليد الألفاظ العنيفة.[بحاجة لمصدر]

### المحاكاة السلبية
التقليد يلعب مثل هذا الدور الكبير في كيفية تفسير الطفل للعالم. الكثير من فهم الطفل مستمد من التقليد، وذلك بسبب ضعف وجود مهارة التقليد اللفظي والذي هو وسيلة الأطفال الصغار للتواصل مع العالم، فان هذا ما يربطهم بالعالم، ومع استمرار نموهم سيتعلمون أكثر فاكثر . لهذا السبب من المهم للآباء والأمهات توخي الحذر بشأن الكيفية التي يعملون أو يتصرفون بها بوجود الأطفال الصغار . التقليد هو الطريق للصغار من تأكيد ونفي مطابقة افعال مقبولة اجتماعيا في مجتمعنا. افعال مثل غسل الصحون وتنظيف المنزل والقيام بالأعمال والتصرفات التي تريد للصغار تقليدها.تقليد الأشياء السلبية هو أمر لا يتخطى الصغار ابداً. وإذا تعرضوا للشتم والعنف، فإنه سيكون ما يراه الطفل كشيء اعتيادي في عالمه أو عالمها، وتذكر التقليد هو «النشاط العقلي الذي يساعد على صياغة مفاهيم العالم للأطفال الصغار» هاي وآخرون. (1991)،
عندما يرى طفل شيئا يتكرر غالبا هو أو هي سوف يشكل له أو لها حقيقة واقعية حول هذا التصرف.
لذلك من المهم بالنسبة للآباء أن يكونوا حذرين فيما يقولون أو يفعلون أمام أطفالهم .[بحاجة لمصدر]

### التوحد
يظهر الأطفال المصابون بالتوحد ضعفاً ملحوظاً في مهارات التقليد. وقد أظهرت الدراسات عجزاً عن التقليد في العديد من المهمات المتضمنة: حركات جسدية دلالية أو غير دلالية، والاستخدام الدلالي والعملي للأغراض، والنطق، وتعابير الوجه. بالمقابل يستطيع الطفل -طبيعي النمو- تقليد العديد من التصرفات الجديدة بالنسبة له (بالإضافة لتلك المألوفة لديه) في عمر مبكر جداً. تميز صعوبات التقليد الأطفال المصابين بالتوحد عن غيرهم من الأطفال الذين يعانون من اضطرابات في النمو في عمر مبكر يبدأ بعامين ويمتد إلى البلوغ.
يلعب التقليد دوراً حاسماً في تطور سلوك التواصل الاجتماعي والإدراكي، كاللغة واللعب والقدرة على الانتباه مع المجموعة. يظهر الأطفال المصابون بالتوحد عجزاً ملحوظاً في التقليد يترافق مع اعتلال في مهارات التواصل الاجتماعية الأخرى.
ولا يزال من غير الواضح ما إذا كان التقليد يلعب دور الوسيط المباشر في علاقة التوحد بضعف مهارات التواصل، أم أن هذه الاضطرابات (التوحد وضعف مهارات التواصل) وبسبب بعض متغيرات النمو الأخرى تنعكس سلباً في قياس مهارات التقليد .

## التقليد التلقائي
يصبح التقليد التلقائي سريعاً عندما يتم تحفيز الطفل على تكرار الفعل. يمكن للتقليد أن يطابق الأوامر ذات التحفيز البصري (حالة توافق) أو لا يطابقها (حالة عدم توافق). وكمثال على ذلك: لعبة «يقول سايمون» عبارة عن لعبة يقوم فيها الأطفال باتباع الأوامر التي يمليها عليهم البالغون. في هذه اللعبة يقوم البالغ بإعطاء الأمر مترافقاً بحركة دلالية. إما أن توافق هذه الحركة الأمر المطلوب أو لا توافقه، الطفل الذي يقلد الأمر مع الحركة الخاطئة يصبح خارج اللعبة، هنا يأتي دور التقليد الآلي لدى الأطفال.
وفقاً لعلم النفس فإن التحفيز البصري الذي ينظر إليه الطفل يتم تقليده بشكل أسرع من تقليد الأمر المعطى (أو المطلوب). بالإضافة إلى أن زمن الاستجابة كان أسرع في الحالات التوافقية (التي تطابقت فيها الحركة مع الأمر) منه في الحالات غير التوافقية.
يحاط الأطفال يوماً بعد يوم بالعديد من الناس المختلفين. ويشكل الوالدان تأثيراً كبيراً على الأطفال، وعادة ما يقوم الأطفال بالأفعال التي اعتادوا رؤية والديهم يقومون بها، حيث وُجد في هذا المقال أن الطفل الذي يرى والدته تكنس الأرضية، حالما يسرع لتقليدها بإمساك المكنسة وكنس الأرضية.
عندما يقوم الأطفال بالتقليد، فإنهم في الواقع يقومون بتعليم أنفسهم كيفية القيام بالأعمال دون تعليمات الأهل أو الأوصياء عليهم. يحب الأطفال ممارسة لعبة المنزل. يقوم الأطفال بالتقاط هذه اللعبة من التلفاز أو من المدرسة أو من المنزل، ويلعبونها بنفس الطريقة التي شاهدوها.كما يقوم الأطفال بتقليد والديهم أو أي فرد آخر في العائلة. توضح هذه المقالة أنه من السهل جداً عليهم التقاط التصرفات التي يشاهدون تكرارها في كل يوم.[بحاجة لمصدر]